# Alex Pacheco
Alexander Fernando Pacheco (Joliet, agost de 1958) és un activista a favor dels drets dels animals estatunidenc. És el cofundador i antic president de People for the Ethical Treatment of Animals (PETA), fundador de l'organització All American Animals, membre de l'assessoria de la Societat de Conservació Sea Shepherd, i el creador de 1-800-Save-a-Pet.com.
Pacheco va atreure l'atenció pública per primera vegada a 1981, pel seu paper, junt amb Ingrid Newkirk, en la qual cosa es coneixeria com el cas de les mones de Silver Spring, una campanya per salvar disset macacos d'una sèrie d'experiments duts a terme en l'Institut per a la Investigació Biològica a Silver Spring, Maryland. Oliver Stone va escriure que la campanya política per salvar les mones va provocar el naixement del moviment a favor dels drets dels animals als Estats Units.

## Joventut
Pacheco va néixer a Joliet (Illinois), però es va mudar a Mèxic amb la seva família quan era un nen, en on va ser criat en una casa propera a l'oceà al costat dels seus germans, Jimmy i Mary, pel seu pare, un metge mexicà, i la seva mare, una infermera estatunidenca.
Kathy Snow Guillermo escriu a Monkey Business que en els seus primers anys Pacheco va estar constantment envoltat d'animals. Al seu jardí davanter tenia un arbre replet de ratpenats, les serps s'amagaven darrere d'unes roques ubicades a prop de la seva llar, i els pescadors regularment treien dofins de l'aigua i els portaven a la platja. En lloc de matar els animals per al seu consum en escorxadors, els porcs, les gallines i els galls dindis eren sacrificats davant d'ell.
La família va abandonar Mèxic quan Pacheco estava a l'escola primària, i es va mudar a Ohio, a Indiana i després a Illinois. El seu interès en els animals va continuar, i va adquirir diverses tortugues i aus en botigues de mascotes, i fins i tot una mona bebè, a la qual va anomenar Chi Chi i que es posava sobre la seva espatlla quan caminava per la casa.
Va assistir a una universitat catòlica a Ohio, amb la intenció de ser sacerdot, però durant una visita al Canadà el seu primer any d'universitat va visitar un amic que treballava en una fàbrica d'empaquetament de carn. Malgrat que a Mèxic havia vist animals sent assassinats per al seu consum, es va horroritzar en veure dos homes llançant un vedell nounat a les escombraries després d'haver sacrificat la seva mare. Més tard, durant la mateixa setmana, un amic li va donar una còpia del llibre Animal Liberation de Peter Singer, i després va tornar a Ohio com a vegetarià. Ja no volia ser sacerdot, pel que va decidir assistir a la Universitat de l'Estat d'Ohio, i va començar a dedicar-se a ajudar el que anomenava "éssers que no siguin humans".

## Activisme
A la universitat, Pacheco va organitzar campanyes contra l'ús de trampes per a animals i contra l'esterilització de porcs i de bestiar sense anestèsia. Ja que Ohio és un estat agricultor, el seu activisme va sofrir d'una àmplia oposició i va començar a rebre trucades anònimes en les quals amenaçaven de matar-lo.
El 1979, va assistir a una xerrada a Columbus per Cleveland Amory de la revista Saturday Review, que també va ser el fundador de Fund for Animals, la qual es va encarregar del manteniment de l'organització en contra de la cacera de balenes, Sea Shepherd. Després de la xerrada, li va pregar a Avory que l'acceptés com a voluntari, unint-se al vaixell durant l'estiu en la sal de màquines i com a mariner, arribant a enfonsar el famós vaixell pesquer portuguès anomenat Sierra.

## Cas de les mones de Silver Spring
El cas de les mones de Silver Spring va començar quan Pacheco va començar a treballar com a voluntari en l'Institut d'Investigació Animal com a part del seu activisme a favor dels drets dels animals. Edward Taub, un psicòleg, treballava allà realitzant una investigació en la qual volia remoure els nervis de les extremitats de les mones, obligar-los a ingerir menjar i sotmetre'ls a xocs elèctrics per obligar-los a usar les extremitats que no podien sentir. En gran part a causa de les condicions en les quals eren conservador les mones, Pacheco va denunciar Taub per les violacions contra les lleis que eviten la crueltat animal. La policia va entrar al laboratori i va rescatar les mones; Taub, per la seva part, va rebre 119 càrrecs en contra per crueltat animal i per no haver-hi proveït a les mones de l'atenció veterinària necessària, sent la primera vegada que un científic rebia aquestes acusacions als Estats Units. Al principi va ser empresonat per sis càrrecs, principalment per no haver-los donat atenció veterinària. Cinc càrrecs van ser descartats i l'últim va aconseguir apel·lar-se.
La batalla legal per la custòdia de les mones va arribar a les mans de la Cort Suprema dels Estats Units, sent el primer cas de drets animals en aconseguir-ho, generant una gran publicitat per a PETA i transformant-la el que Ingrid Newkirk va descriure com "cinc persones en un soterrani" en un moviment d'abast nacional. Com a resultat del cas, la Casa de Representants dels Estats Units, i en especial el Subcomitè de Ciències, Investigació i Tecnologia va redactar l'Acta de Benestar Animal de 1985, i el 1986 es van efectuar canvis en el sistema de salut pública del país per a animals utilitzats en investigacions. Aquests canvis obligaven els científics interessats a dur a terme experiments a tenir una aprovació del Comitè, el treball del qual és avaluar al laboratori i esbrinar per a quina institució treballa. El Peace Abbey, de Sherborn, DT., va premiar Alex Pacheco amb el Premi per la Consciència i la Valentia el 20 de març de 1995.